# Norops bouvierii
Norops bouvierii är en ödleart som beskrevs av  Bocourt 1873. Norops bouvierii ingår i släktet Norops och familjen Polychrotidae. Inga underarter finns listade i Catalogue of Life.